# Pallavolo Vallecamonica Sebino 2024-2025
Questa voce raccoglie le informazioni riguardanti la Pallavolo Vallecamonica Sebino nelle competizioni ufficiali della stagione 2024-2025.

## Stagione
Nella stagione 2024-25 la Pallavolo Vallecamonica Sebino assume la denominazione sponsorizzata di C.B.L. Costa Volpino.
Partecipa per la seconda volta consecutiva al campionato di Serie A2 terminando il girone A della regular season al quinto posto in classifica e accedendo per la prima volta alla pool promozione che conclude al decimo posto.

## Organigramma societario
Area direttiva
- Presidente: Silvia Marinini
- Vicepresidente: Adele Vender
- General manager: Roberto Dell'Orto
- Direttore sportivo: Roberto Dell'Orto

Area tecnica
- Allenatore: Luciano Cominetti
- Allenatore in seconda: Luca Taboni
- Assistente allenatore: Claudio Albera, Daniele Ravelli
- Scout man: Federico Bigoni

Area sanitaria
- Medico: Ennio Bonaldi
- Preparore atletico: Francesco Pedersoli

## Rosa
| N° | Nome                | Ruolo | Data di nascita   | Nazionalità sportiva |
| -- | ------------------- | ----- | ----------------- | -------------------- |
| 1  | Ginevra Camerini    | S     | 16 luglio 2006    | Italia               |
| 2  | Erykah Lovett       | S     | 25 settembre 2002 | Stati Uniti          |
| 3  | Nicole Gamba        | L     | 2 giugno 1998     | Italia               |
| 5  | Francesca Dell'Orto | P     | 18 ottobre 2003   | Italia               |
| 6  | Lana Conceição      | S     | 8 dicembre 1996   | Brasile              |
| 7  | Sofia Ferrarini     | C     | 2 giugno 2001     | Italia               |
| 8  | Gaia Dell'Amico     | P     | 26 maggio 2000    | Italia               |
| 9  | Sofia Fracassetti   | L     | 6 giugno 2006     | Italia               |
| 10 | Paula Nečiporuka    | S     | 10 febbraio 1998  | Lettonia             |
| 11 | Sofia Tosi          | O     | 22 aprile 1997    | Italia               |
| 13 | Valentina Zago      | O     | 21 febbraio 1990  | Italia               |
| 15 | Simona Buffo        | S     | 29 agosto 1998    | Italia               |
| 16 | Giada Civitico      | C     | 5 dicembre 2000   | Italia               |
| 17 | Margherita Brandi   | C     | 18 ottobre 2002   | Italia               |
| 18 | Carolina Fumagalli  | S     | 8 dicembre 2004   | Italia               |
| 19 | Buket Yılmaz        | S     | 19 gennaio 1994   | Turchia              |

## Mercato
| Acquisti                               | Acquisti           | Acquisti          | Acquisti   |
| R.                                     | Nome               | da                | Modalità   |
| -------------------------------------- | ------------------ | ----------------- | ---------- |
| C                                      | Margherita Brandi  | Millenium Brescia | definitivo |
| S                                      | Simona Buffo       | Soverato          | definitivo |
| S                                      | Ginevra Camerini   | Volleyrò          | definitivo |
| C                                      | Giada Civitico     | Helvia Recina     | definitivo |
| P                                      | Gaia Dell'Amico    | Ostiano           | definitivo |
| C                                      | Sofia Ferrarini    | Esperia           | definitivo |
| L                                      | Sofia Fracassetti  | Lemen             | definitivo |
| S                                      | Carolina Fumagalli | Lemen             | definitivo |
| L                                      | Nicole Gamba       | Esperia           | definitivo |
| S                                      | Paula Nečiporuka   | Belfort           | definitivo |
| S                                      | Lana Conceição     | Futura Giovani    | definitivo |
| O                                      | Sofia Tosi         | Teodora Giovanile | definitivo |
| O                                      | Valentina Zago     | Trentino          | definitivo |
| Trasferimenti nel corso della stagione |                    |                   |            |
| S                                      | Erykah Lovett      | Georgia           | definitivo |
| S                                      | Buket Yılmaz       | Sigorta Shop      | definitivo |

| Cessioni                               | Cessioni           | Cessioni           | Cessioni   |
| R.                                     | Nome               | a                  | Modalità   |
| -------------------------------------- | ------------------ | ------------------ | ---------- |
| C                                      | Giada Agazzi       | FoCoL Legnano      | definitivo |
| C                                      | Emanuela Agbortabi | Amando             | definitivo |
| O                                      | Nikolina Başnakova | Abşeron            | definitivo |
| O                                      | Aurélia Ebatombo   | Markopoulo         | definitivo |
| L                                      | Alice Gay          | United Pomezia     | definitivo |
| S                                      | Martina Ghezzi     | Lecco Picco        | definitivo |
| P                                      | Anna Green         | Eagles             | definitivo |
| S                                      | Arianna Lancini    | Mondovì            | definitivo |
| C                                      | Monica Mazzoleni   | United Pomezia     | definitivo |
| L                                      | Alessia Pacchiotti | Don Colleoni       | definitivo |
| O                                      | Nadia Rossi        | Lynn               | definitivo |
| S                                      | Elizabeth Vicet    | Developres Rzeszów | definitivo |
| Trasferimenti nel corso della stagione |                    |                    |            |
| S                                      | Lana Conceição     | Fluminense         | definitivo |

## Risultati

### Serie A2

#### Girone di andata
| 1ª Giornata - 6 ottobre 2024 Palazzetto dello Sport, San Giovanni in Marignano | Adolfo Consolini     | 3 - 0 | Vallecamonica Sebino | 25-18, 25-18, 25-20               |
| 2ª Giornata - 13 ottobre 2024 Pala CBL, Costa Volpino                          | Vallecamonica Sebino | 2 - 3 | Sant'Anna            | 25-23, 24-26, 25-22, 21-25, 9-15  |
| 3ª Giornata - 20 ottobre 2024 Pala CBL, Costa Volpino                          | Vallecamonica Sebino | 0 - 3 | CLAI Imola           | 22-25, 19-25, 19-25               |
| 4ª Giornata - 27 ottobre 2024 PalaGeorge, Montichiari                          | Millenium Brescia    | 3 - 1 | Vallecamonica Sebino | 11-25, 33-31, 25-19, 25-18        |
| 5ª Giornata - 3 novembre 2024 Pala CBL, Costa Volpino                          | Vallecamonica Sebino | 2 - 3 | Castelfranco         | 25-18, 25-14, 18-25, 11-25, 15-17 |
| 6ª Giornata - 9 novembre 2024 PalaRadi, Cremona                                | Casalmaggiore        | 3 - 2 | Vallecamonica Sebino | 19-25, 25-15, 25-22, 17-25, 15-9  |
| 7ª Giornata - 17 novembre 2024 Pala CBL, Costa Volpino                         | Vallecamonica Sebino | 3 - 1 | Mondovì              | 25-19, 18-25, 25-18, 25-21        |
| 8ª Giornata - 24 novembre 2024 PalaBione, Lecco                                | Lecco Picco          | 2 - 3 | Vallecamonica Sebino | 14-25, 25-22, 25-20, 11-25, 10-15 |
| 9ª Giornata - 1º dicembre 2024 Pala CBL, Costa Volpino                         | Vallecamonica Sebino | 3 - 1 | Helvia Recina        | 25-22, 16-25, 26-24, 26-24        |

#### Girone di ritorno
| 10ª Giornata - 8 dicembre 2024 Pala CBL, Costa Volpino           | Vallecamonica Sebino | 3 - 2 | Adolfo Consolini     | 17-25, 25-16, 26-28, 25-20, 16-14 |
| 11ª Giornata - 15 dicembre 2024 PalaRescifina, Messina           | Sant'Anna            | 3 - 2 | Vallecamonica Sebino | 22-25, 25-27, 25-17, 25-21, 15-12 |
| 12ª Giornata - 22 dicembre 2024 PalaRuggi, Imola                 | CLAI Imola           | 0 - 3 | Vallecamonica Sebino | 26-28, 19-25, 23-25               |
| 13ª Giornata - 26 dicembre 2024 Pala CBL, Costa Volpino          | Vallecamonica Sebino | 3 - 1 | Millenium Brescia    | 31-29, 25-20, 21-25, 25-22        |
| 14ª Giornata - 5 gennaio 2025 PalaParenti, Santa Croce sull'Arno | Castelfranco         | 3 - 0 | Vallecamonica Sebino | 25-22, 25-19, 25-20               |
| 15ª Giornata - 12 gennaio 2025 Pala CBL, Costa Volpino           | Vallecamonica Sebino | 3 - 0 | Casalmaggiore        | 25-20, 25-17, 25-23               |
| 16ª Giornata - 19 gennaio 2025 PalaManera, Mondovì               | Mondovì              | 1 - 3 | Vallecamonica Sebino | 30-32, 17-25, 25-15, 16-25        |
| 17ª Giornata - 26 gennaio 2025 Pala CBL, Costa Volpino           | Vallecamonica Sebino | 3 - 0 | Lecco Picco          | 25-13, 25-23, 25-14               |
| 18ª Giornata - 2 febbraio 2025 PalaFontescodella, Macerata       | Helvia Recina        | 3 - 0 | Vallecamonica Sebino | 25-21, 25-22, 25-23               |

#### Pool promozione
| 1ª Giornata - 16 febbraio 2025 Pala CBL, Costa Volpino           | Vallecamonica Sebino | 0 - 3 | Futura Giovani       | 19-25, 25-27, 16-25               |
| 2ª Giornata - 20 febbraio 2025 Palazzo dello Sport, Trebaseleghe | Fratte               | 3 - 2 | Vallecamonica Sebino | 25-18, 18-25, 25-23, 23-25, 15-13 |
| 3ª Giornata - 23 febbraio 2025 Pala CBL, Costa Volpino           | Vallecamonica Sebino | 1 - 3 | Esperia              | 21-25, 20-25, 25-23, 26-28        |
| 4ª Giornata - 1º marzo 2025 Sanbàpolis, Trento                   | Trentino             | 3 - 0 | Vallecamonica Sebino | 25-14, 26-24, 25-16               |
| 5ª Giornata - 9 marzo 2025 Pala CBL, Costa Volpino               | Vallecamonica Sebino | 1 - 3 | Melendugno           | 22-25, 22-25, 25-15, 20-25        |
| 6ª Giornata - 12 marzo 2025 PalaBorsani, Castellanza             | Futura Giovani       | 3 - 1 | Vallecamonica Sebino | 23-25, 25-16, 25-16, 25-16        |
| 7ª Giornata - 16 marzo 2025 Pala CBL, Costa Volpino              | Vallecamonica Sebino | 1 - 3 | Fratte               | 25-19, 21-25, 15-25, 23-25        |
| 8ª Giornata - 22 marzo 2025 PalaRadi, Cremona                    | Esperia              | 1 - 3 | Vallecamonica Sebino | 22-25, 22-25, 25-17, 20-25        |
| 9ª Giornata - 26 marzo 2025 Pala CBL, Costa Volpino              | Vallecamonica Sebino | 3 - 2 | Trentino             | 16-25, 25-21, 25-21, 16-25, 15-12 |
| 10ª Giornata - 29 marzo 2025 Palasport Da Copertino, Lecce       | Melendugno           | 3 - 1 | Vallecamonica Sebino | 22-25, 25-21, 25-17, 25-23        |

## Statistiche

### Statistiche di squadra
| Competizione | Punti | In casa | In casa | In casa | In trasferta | In trasferta | In trasferta | Totale | Totale | Totale |
| Competizione | Punti | G       | V       | P       | G            | V            | P            | G      | V      | P      |
| ------------ | ----- | ------- | ------- | ------- | ------------ | ------------ | ------------ | ------ | ------ | ------ |
| Serie A2     | 35    | 14      | 7       | 7       | 14           | 4            | 10           | 28     | 11     | 17     |
| Totale       | -     | 14      | 7       | 7       | 14           | 4            | 10           | 28     | 11     | 17     |

G = partite giocate; V = partite vinte; P = partite perse 

### Statistiche dei giocatori
| Giocatore      | Serie A2 | Serie A2 | Serie A2 | Serie A2 | Serie A2 | Totale | Totale | Totale | Totale | Totale |
| Giocatore      | P        | PT       | AV       | MV       | BV       | P      | PT     | AV     | MV     | BV     |
| -------------- | -------- | -------- | -------- | -------- | -------- | ------ | ------ | ------ | ------ | ------ |
| M. Brandi      | 27       | 261      | 211      | 41       | 9        | 27     | 261    | 211    | 41     | 9      |
| S. Buffo       | 27       | 386      | 341      | 16       | 29       | 27     | 386    | 341    | 16     | 29     |
| G. Camerini    | 11       | 7        | 4        | 0        | 3        | 11     | 7      | 4      | 0      | 3      |
| G. Civitico    | 10       | 25       | 20       | 5        | 0        | 10     | 25     | 20     | 5      | 0      |
| G. Dell'Amico  | 21       | 0        | 0        | 0        | 0        | 21     | 0      | 0      | 0      | 0      |
| F. Dell'Orto   | 28       | 44       | 19       | 12       | 13       | 28     | 44     | 19     | 12     | 13     |
| S. Ferrarini   | 27       | 281      | 195      | 62       | 24       | 27     | 281    | 195    | 62     | 24     |
| S. Fracassetti | 5        | 0        | 0        | 0        | 0        | 5      | 0      | 0      | 0      | 0      |
| C. Fumagalli   | 12       | 16       | 14       | 2        | 0        | 12     | 16     | 14     | 2      | 0      |
| N. Gamba       | 27       | 0        | 0        | 0        | 0        | 27     | 0      | 0      | 0      | 0      |
| E. Lovett      | 3        | 12       | 12       | 0        | 0        | 3      | 12     | 12     | 0      | 0      |
| P. Nečiporuka  | 26       | 162      | 144      | 6        | 12       | 26     | 162    | 144    | 6      | 12     |
| L. Conceição   | 4        | 14       | 11       | 3        | 0        | 4      | 14     | 11     | 3      | 0      |
| S. Tosi        | 25       | 35       | 29       | 5        | 1        | 25     | 35     | 29     | 5      | 1      |
| B. Yılmaz      | 21       | 45       | 39       | 4        | 2        | 21     | 45     | 39     | 4      | 2      |
| V. Zago        | 27       | 440      | 369      | 35       | 36       | 27     | 440    | 369    | 35     | 36     |

P = presenze; PT = punti totali; AV = attacchi vincenti; MV = muri vincenti; BV = battute vincenti